# Centros clandestinos de detenção na Argentina

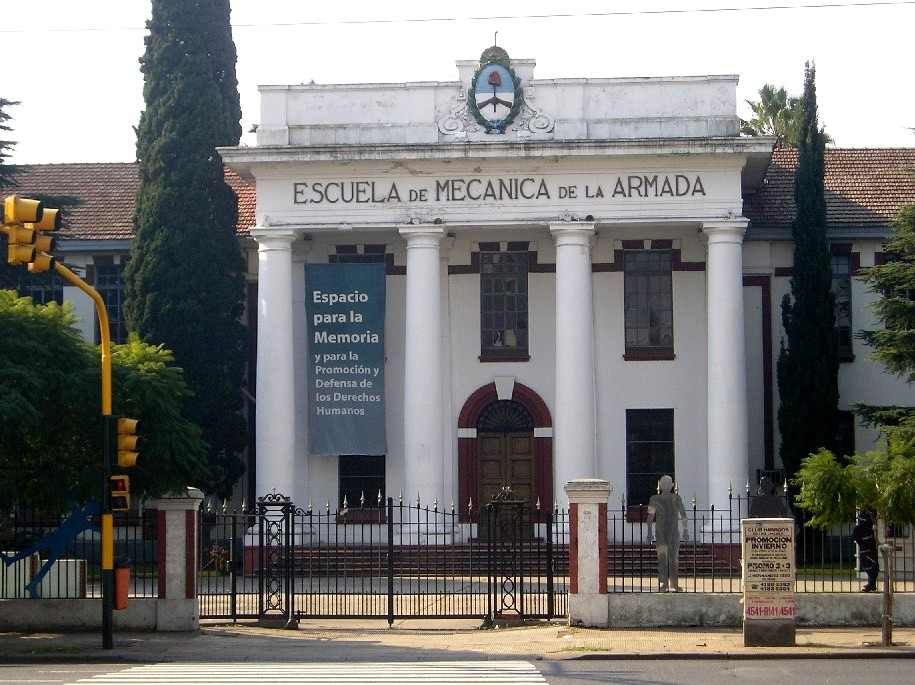
A ESMA, um dos centros clandestinos de detenção mais conhecidos.

Os centros clandestinos de detenção (CCD) na Argentina foram instalações secretas utilizadas pelas forças armadas e de segurança para executar o plano sistemático de desaparecimento de pessoas implementado pela ditadura militar (autodenominada "Processo de Reorganização Nacional") que ocupou o poder na Argentina entre 24 de março de 1976 e a 10 de dezembro de 1983,
As Forças Armadas classificavam os CCD em dois tipos:
- Lugar de Reunião de Detidos (LRD): tinham uma organização mais estável e estavam preparados para alojar, torturar e assassinar grandes quantidades de detidos.
- Lugar Transitório (LT): tinham uma infraestrutura precária e estavam destinados a funcionar como um primeiro lugar de alojamento dos detidos/desaparecidos.

O plano do governo de fato fazia parte das operações de contra-insurgência clandestinas, começadas poucos anos antes, no quadro do Operativo Independência, para eliminar a dissidência política. Operativos similares foram efetuados em outros países da região, com o apoio do governo dos Estados Unidos, interessado em promover a todo custo o controle do comunismo e outras correntes ideológicas opostas ao seu bando na guerra fria.

## Panorama geral
Os primeiros CCD foram instalados em 1975, antes do golpe militar do 24 de março de 1976. Nesse ano já estavam em La Escuelita em Faimallá (Tucumã) e em El Campito (província de Buenos Aires). Também em 1975 funcionou um CCD na empresa Acindar em Villa Constituición, presidida por José Alfredo Martínez de Fouce, como parte da estrutura repressiva organizada para conter a greve declarada pelo sindicato UOM em maio desse ano.
Em 1976 chegaram a existir 610 CCD, mas muitos deles foram temporários e circunstanciais. Após os primeiros meses posteriores ao golpe de estado, a cifra estabilizou-se em 364 CCD. Em 1977 a quantidade reduziu-se a 60. Em 1978 havia 45 CC, e para 1979 baixaram a 7. Em 1980 ficavam dois: a ESMA e El Campito (Campo de Mayo). Em 1982 e 1983 a ESMA era o único campo de concentração que continuava sendo usado.
Em Buenos Aires houve 60 centros, na província de Córdova 59 e em Santa Fé 22. Cinco grandes centros foram o eixo de todo o sistema: a ESMA e Club Atlético na Cidade de Buenos Aires;  El Campito (Campo de Mayo) e El Vesubio no Grande Buenos Aires (Província de Buenos Aires); e La Perla em Córdova.
Apesar das suas diferenças, os CCD foram organizados com uma estrutura e um regime de funcionamento similar. Todos os CCD contavam com uma ou mais salas de torturas, amplos espaços para manter os desaparecidos sempre em condições de grande precariedade, e um centro de habitações para os torturadores e guardas. Quase todos tinham algum tipo de serviço médico. Em alguns casos tinham serviços religiosos para o pessoal militar.
Os Grupos de Tarefas (GT, também conhecidos como "patotas") eram encarregues de realizar os sequestros, geralmente de noite. Imediatamente os detidos-desparecidos eram levados para o CCD correspondente, onde permaneciam constantemente encapuzados e esposados. Imediatamente eram severamente torturados e interrogados pelos mesmos integrantes dos GT. O tempo deste período inicial de tortura variava, geralmente, entre um e dois meses. Com posterioridade a esse período inicial de tortura-interrogatório, dispunha-se:

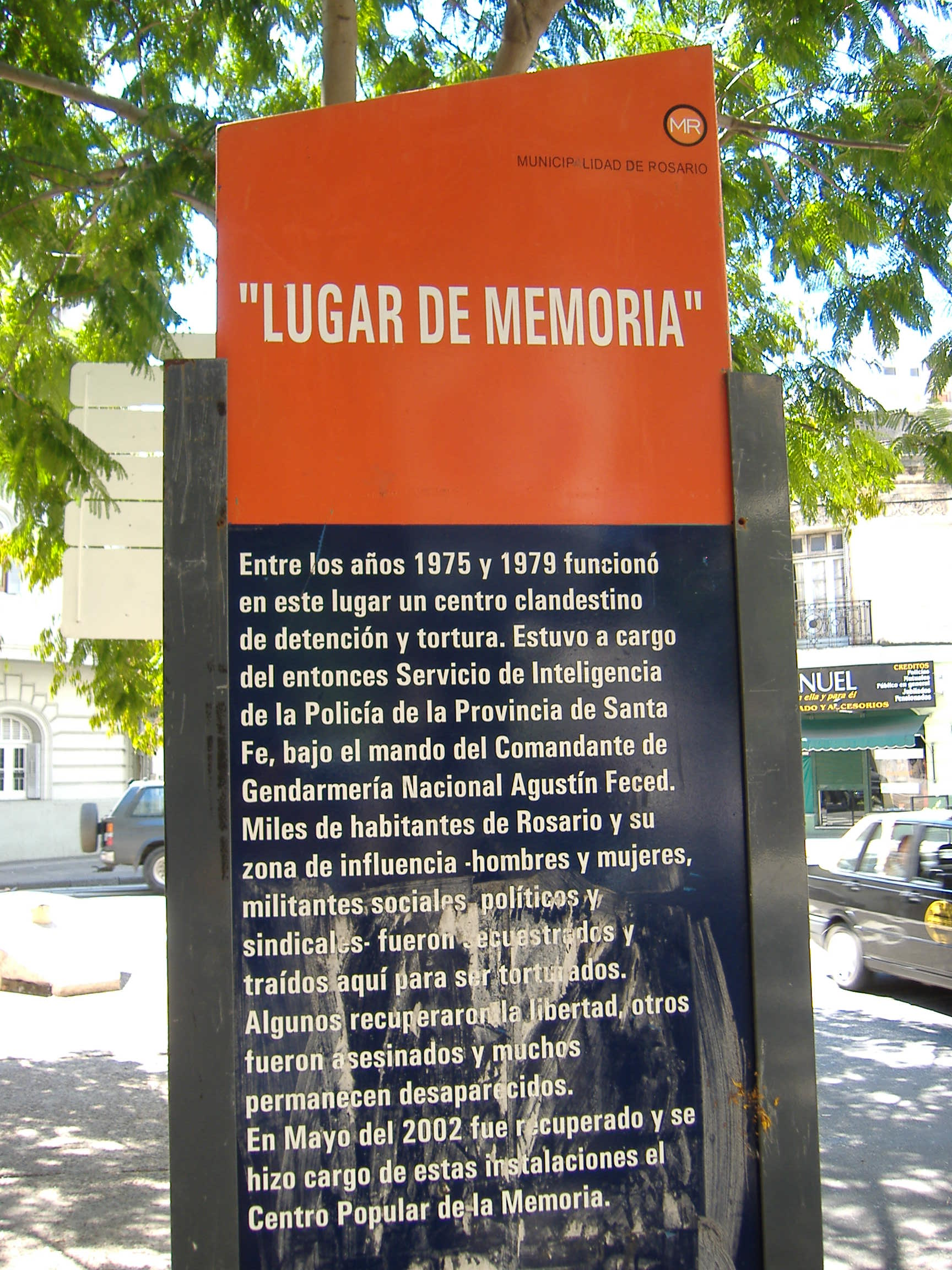
Memória histórica.

- o assassinato do detido-desaparecido. Em todos os CCD foi empregue o mesmo eufemismo para se referir ao assassinato do detido-desaparecido: "o translado". Os métodos usados para o assassinato e desaparecimento dos cadáveres variaram desde os chamados voos da morte, os fuzilamentos em massa, valas comuns, túmulos NN, incineração de cadáveres, etc.
- o branqueio: o detido-desaparecido era posto a disposição do Poder Executivo Nacional. A partir de 1980, desta situação podia derivar a deportação e o exílio, pelo uso da opção constitucional (Art. 23), ou o ajuizamento por tribunais militares e a condenação a prisão.
- a liberdade.
- a continuidade como detido-desaparecido, por razões variadas (uso como escravos, colaboradores, reféns, etc.).

Durante a sua permanência no CCD procedia-se sistematicamente à desumanização dos detidos-desaparecidos mediante diversos procedimentos: substituição do nome por um número, violações, animalização, humilhação, amontoação, condições intoleráveis de alojamento, isolamento, nudez forçada, racismo, anti-semitismo, homofobia, etc.
Também existiu uma política e um procedimento comum para as detidas-desaparecidas que se encontravam grávidas. Nesse caso o assassinato era postergado e era produzido um parto clandestino com supressão da identidade do bebê, que era entregue para a sua criação a pessoas intimamente ligadas com o sistema repressivo, e em alguns casos partícipes do assassinato do pai ou mãe.

## Cidade de Buenos Aires

### A ESMA
O centro clandestino de detenção mais famoso e quase emblemático do Processo foi a Escola Superior de Mecânica da Armada (ESMA). situado no casino de oficiais dessa instituição da Armada Argentina, na zona norte da Cidade de Buenos Aires (Núñez). Funcionou de março de 1976 a novembro de 1983.
Dependia em última instância do almirante Eduardo Massera, e esteve gerido pelo Grupo de Tarefas 3.3/2, dirigido pelo contra-almirante Rubén Chamorro e o capitão o Tigre Acosta. Outros célebres repressores que fizeram parte do mesmo foram Alfredo Astiz, Ricardo Miguel Cavallo e Adolfo Scilingo.
A ESMA tornouse a base do poder político da Marinha e em particular de Massera; foi fechado em novembro de 1983, depois das eleições nas quais ganhou Raúl Alfonsín e poucos dias antes de as autoridades constitucionais assumirem o poder.
A 24 de março de 2004 o presidente Néstor Kirchner e o Chefe de Governo da Cidade de Buenos Aires Aníbal Ibarra assinaram um "Acordo entre o Estado nacional e a Cidade Autónoma de Buenos Aires para a construção do espaço para a memória e para a promoção e defesa dos direitos humanos no prédio da ESMA".

### El Olimpo

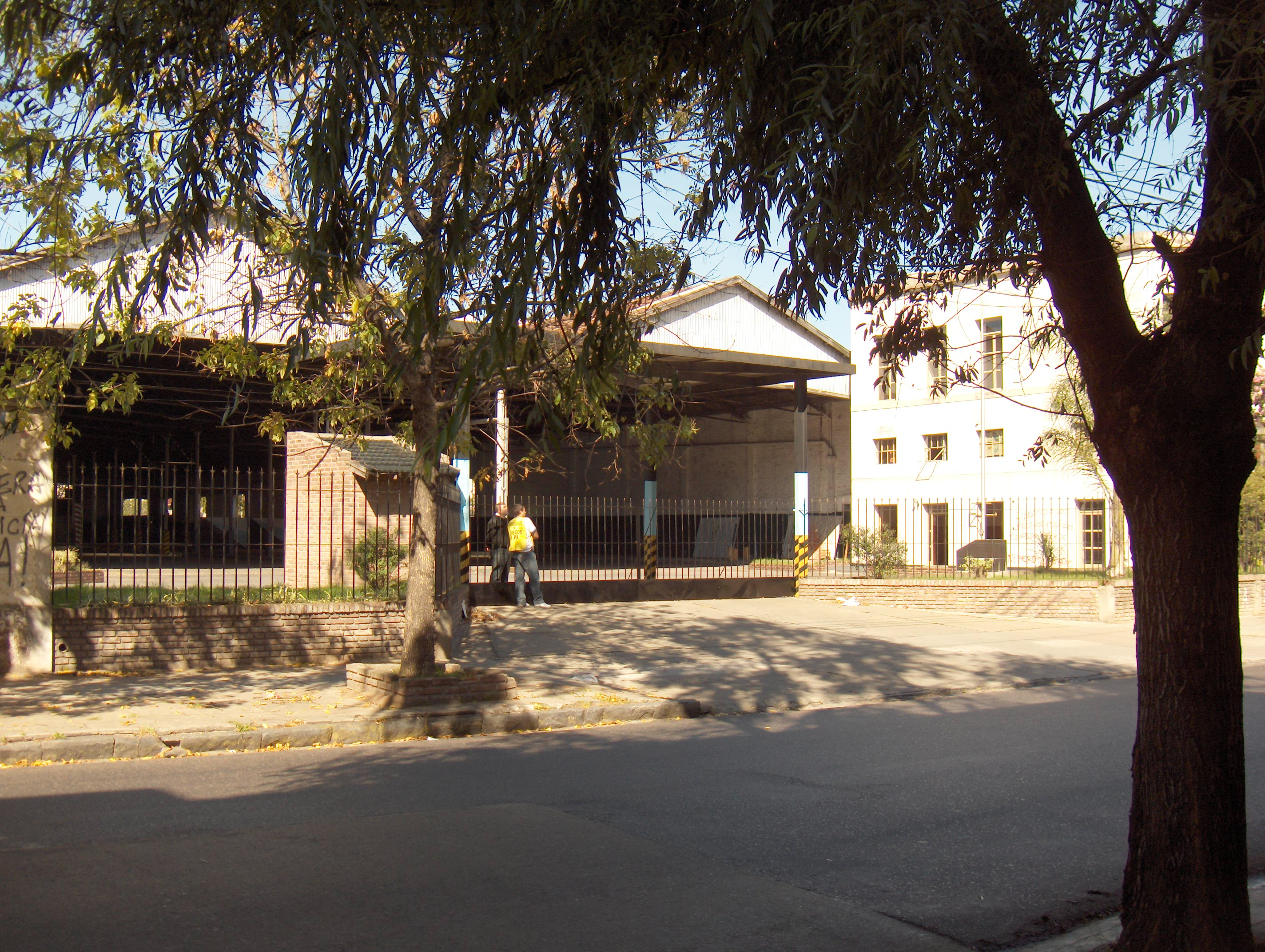
"El Olimpo" funcionou entre 1978 e 1979.

"El Olimpo" foi um centro clandestino de detenção situado a oeste da cidade de Buenos Aires, bairro de Vélez Sársfield. O centro tinha na entrada um cartaz que dizia "Bem-vindo ao Olimpo dos Deuses. Os Centuriões". O centro apenas funcionou seis meses, de agosto de 1978 a janeiro de 1979, porém, ali foram alojados 700 detidos, dos quais  apenas 50 sobreviveram.
Este centro clandestino dependia de Guillermo Suárez Mason (apodado o açougueiro do Olimpo), comandante do I Corpo do Exército Argentino. O responsável pelo campo foi o Maior do Exército Guillermo Minicucci, e dele dependiam também oficiais da Policía Federal Argentina como Julio Simón (apodado "o Turco Julián") e Juan Antonio del Cerro apodado  "Cores").
O edifício era um galpão até ser desapropriado nos princípios do "Processo de Reorganização Nacional" pelas Forças Armadas. Em princípios de 1978 foram construídas as celas para alojar os detidos, as quais foram construídas por detidos que foram transladados desde outros centros. Ali também eram armazenados os roubos realizados durante os sequestros. Tinha duas salas de tortura.
Com a chegada da democracia o edifício passou às mãos da Policía Federal Argentina. O prédio foi declarado sítio histórico mediante a Lei 1197 da Legislatura da Cidade de Buenos Aires.

### Club Atlético

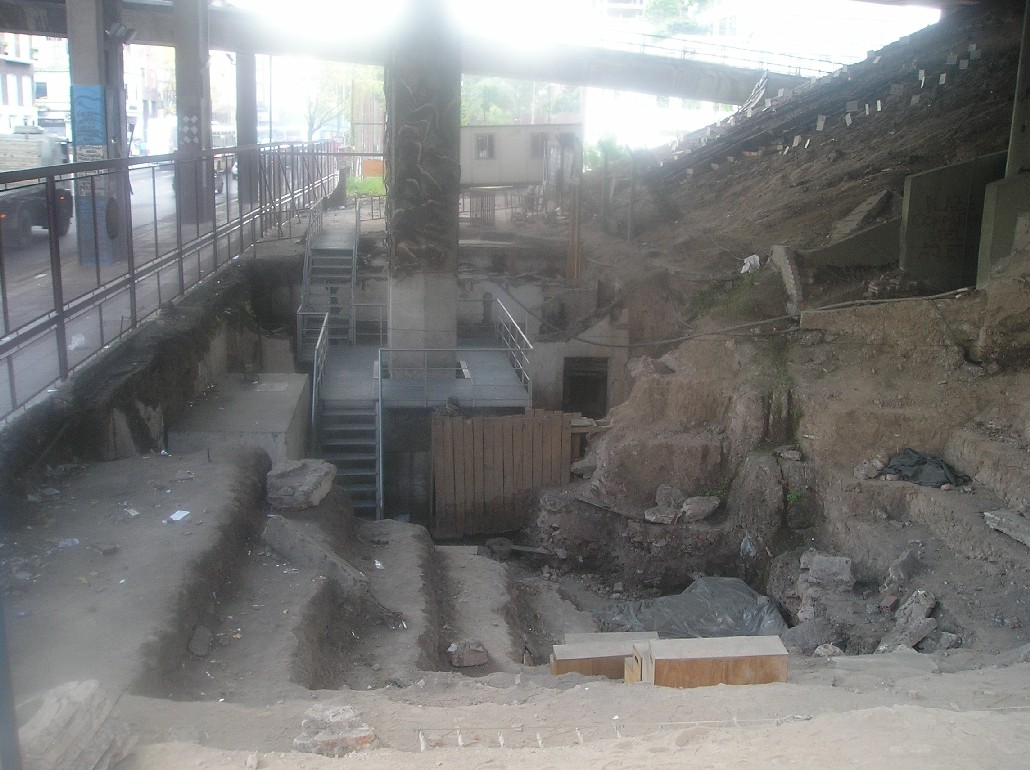
Escavação de ex Centro clandestino de detenção Club Atlético, Passeio Colón 1200, Cidade de Buenos Aires

"O Club Atlético" foi um centro clandestino de detenção situado a sul da cidade de Buenos Aires, próximo do bairro de La Boca. Recebeu esse nome por estar situado nas proximidades do Clube Atlético Boca Juniors.
Tratava-se de um edifício público que foi demolido para construir a auto-estrada 25 de Mayo. Com posterioridade as suas ruínas foram encontradas e o Governo de Buenos Aires começou as escavações necessárias para o recuperar como espaço de memória.

## Grande Buenos Aires

### El Campito
El Campito foi o principal campo de concentração usado pelo exército. Também era conhecido como "Los Tordos. Funcionou em Campo de Mayo (San Miguel (partido), Grande Buenos Aires, Província de Buenos Aires), a mais importantes guarnição militar de Argentina entre 1975 e 1982. Por ali passaram cerca de 5000 detidos, dos quais apenas 43 sobreviveram.
Campo de Mayo é uma enorme área militar de 5000 ha., a 30 km do centro da Cidade de Buenos Aires, perto das cidades de San Miguel e Villa de Mayo. No Hospital Militar de Campo de Mayo funcionou um sistema de partos clandestinos.
Em Campo de Mayo, de março de 1976 a 1980 funcionaram quatro CCD: El Campito, "La Casita" , a Prisão Militar de Incausados, e o Hospital Militar.
O centro esteve sob a área de controle do Comando de Institutos Militares, que à época do seu funcionamento esteve gerido pelos generais Santiago Omar Riveros, José Montes, Cristino Nicolaides e Reynaldo Benito Bignone. El Campito esteve dirigido diretamente pelo tenente-coronel  Jorge Vosso, enquanto que o maior médico Julio César Caserotto foi chefe do serviço de Maternidade do Hospital Militar.
O Hospital Militar de Campo de Mayo foi um dos centros em que se realizavam partos clandestinos de prisioneiras, para proceder depois ao sequestro das crianças, a supressão da sua identidade e a entrega das mesmas, usualmente a matrimônios integrados por militares que não podiam ter filhos. Em muitos casos os "pais adotivos" foram partícipes dos assassinatos dos pais e mães das crianças.
Um dos repressores do "Campito", o ex-sargento Víctor Ibáñez, confessou e descreveu amplamente  as suas características. O seu testemunho encontra-se recolhido no livro Campo Santo, de Fernando Almirón (1999).

### El Vesubio
El Vesubio foi um centro clandestino de detenção usado pelo Exército, situado no Grande Buenos Aires, na localidade de La Tablada (Partido de La Matanza). "Empresa El Vesubio" era o nome chave que usavam para se referir ao mesmo as forças repressivas. Começou a funcionar em 1975 sendo usado pela Triple A, antes do golpe de estado, com o nome de La Ponderosa, e deixou de funcionar em 1978. Entre desaparecidos e sobreviventes, pelo menos 400 pessoas estiveram detidas ali.
Estava sob comando do general  Carlos Guillermo Suárez Mason, que visitava periodicamente o campo, e diretamente pela Central de Reunião de Inteligência (CRI) do Regimento 3 de La Tablada, sob comando do Coronel Federico Minicucci. Ali também operavam os coronéis Juan Bautista Sasiain e Franco Luque. O Chefe de El Vesubio era o Maior Pedro Alberto Durán Saenz.
El Vesubio deixou de funcionar e os seus edifícios foram demolidos em 1978 devido à visita da Comissão Interamericana de Direitos Humanos.

### A Mansión Seré
A Mansión Seré, Quinta de Seré, ou Atila foi um centro clandestino de detenção (CCD) que funcionou numa casa antiga de dois andares, situada na Rua Blas Pareras no limite entre as localidades de Castelar e Ituzaingó, Província de Buenos Aires.
Entre 1977 e 1978, o local funcionou como CCD sob a jurisdição da Força Aérea com assistência da Policía Bonaerense de Castelar.
A partir de 2000 funciona no lugar a Casa da Memória e a Vida e a Direção de Direitos Humanos da Municipalidade de Morón.

## Província de Córdova

### La Perla

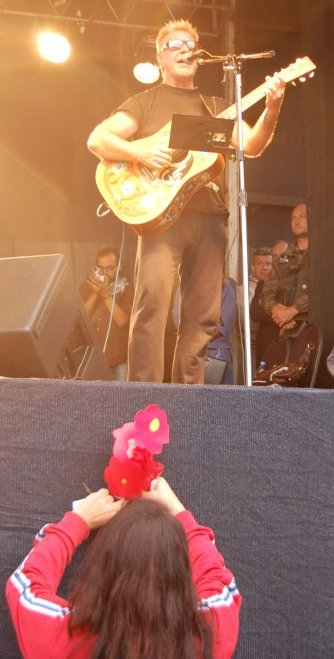
León Gieco quanta em La Perla a 24 de março de 2007, dia da sua recuperação para construir um espaço de memória.

La Perla, também chamado La Universidad, foi o principal centro clandestino de detenção (CCD) fora da zona de Buenos Aires. Por ali passaram cerca de 3000 detidos.
Estava situado a 12 km da Cidade de Córdova, sobre a Rota Nacional N° 20 que leva da cidade capital a Carlos Paz.
La Perla foi instalado em 1975, antes do golpe militar do 24 de março de 1976 e foi desmontado em 1979.
Estava sob o comando do general Luciano Benjamín Ménéndez, que inspecionava frequentemente o CCD; o general Sasaian foi o seu segundo  ao governador e o coronel César Emilio Anadón, tinha o comando direto.
No livro "Sobreviventes de la Perla" os autores relatam:
| “ | Em La Perla os prisioneiros eram fuzilados nos campos perto do centro. Até ali eram transladados num camião batizado “Menéndez Benz”. Geuna contou: “Antes de descender do veículo, eram maniatados. Depois baixavam-nos e eram obrigados a ajoelhar-se diante do poço e eram fuzilados. Nos fuzilamentos participavam oficiais de todas as unidades do Terceiro Corpo, dos subtenentes até os generais”. | ” |

## Província de Tucumã

### Escuelita de Famaillá
A Escuelita de Famaillá foi a primeira experiência de campos de concentração no país. funcionou na Escola Diego de Rojas, nas cercanias da cidade de Famaillá.
Em fevereiro de 1975, com a posta em funcionamento do "Operativo Independência", assentou-se na localidade de Famaillá um centro clandestino de detenção sob comando primeiro do general Acdel Vilas, e depois do general Antonio Domingo Bussi. Até o golpe militar de 1976 funcionou numa escola que se encontrava em construção na cidade de Famaillá.

## Zona militar 5 (sul argentino)
Entre 1975 e 1983, o sul do país ficou sob a autoridade da zona militar 5, e as suas subzonas e áreas, em cada uma das quais os seus chefes militares tinham completa autonomia repressiva, incluindo o comando dos centros clandestinos de detenção.
Nas zona 5 instalaram-se CCDs em Bahía Blanca, Neuquén e Rawson. Na área de Bahía Blanca instalaram-se vários CCDs, dos quais os principais foram "La Escuelita de Bahía Blanca" no Comando do V Corpo de Exército e "Batarias" na Base Naval de Puerto Belgrano. Em Neuquén instalou-se "La Escuelita de Neuquén", no então Batalhão 181 (atual Batalhão 161) do Exército. Em Rawson foi instalado um CCD no Penal de Rawson.

### CCDs na área de Bahía Blanca

#### La Escuelita de Bahía Blanca
"La Escuelita" foi um centro clandestino de detenção situado a nordeste da cidade de Bahía Blanca, no bairro de Villa Floresta. Tratava-se de uma edificação precária e ruinosa, que servira para guardar cavalos militares, e foi demolida antes da queda da ditadura.
Alicia Mabel Partnoy, uma sobrevivente, escreveu um livro sobre os seus padecimentos no centro,  intitulado precisamente La Escuelita, e publicado nos Estados Unidos em inglês em 1986, e em espanhol em 2006.
O centro estava sob o comando do chefe da subzona militar 51: Acdel Vilas (1976), Abel Teodoro Catuzzi (1977-1979) e Raúl José Ortiz (1979-1983). Em 2006 a justiça deteve a Santiago Cruciani, interrogador do centro, enquanto em fevereiro de 2010 foram detidos nove suboficiais retirados do Exército também acusados de ter sido torturadores ali.

### La Escuelita de Neuquén
Estava situada à saída da cidade de Neuquén.
Estava formado por dois edifícios. Uma casa velha servia para o alojamento dos detidos.
O outro edifício, atualmente demolido, era um galpão de chapas